# فرودگاه سرخس
فرودگاه و منطقه ویژه اقتصادی سرخس در شمال شرقی خراسان رضوی و ۱۸۵ کیلومتری شهر مشهد و در فاصله ۱۲ کیلومتری از شهر سرخس بین نقطه صفر مرزی ایران و ترکمنستان واقع شده است و با جاده اصلی سرخس به مشهد ۲٫۵ کیلومتر فاصله دارد و همچنین ترمینال این فرودگاه دارای ۱۲۰۰ متر مربع زیر بنا است. همچنین مجموع کل مساحت در نظر گرفته شده برای طرح جامع فرودگاه بین‌المللی سرخس یک هزار و سیصد هکتار و طول باند فرودگاه ۴ هزار و عرض آن ۶۰ متر است که  قابلیت فرود و پرواز هواپیماهای پهن پیکر را دارا می‌باشد. مضافاً ۵۲ کیلومتر مسیر ریلی نیز از منطقه فرودگاهی سرخس عبور می‌کند.
1. ↑  "Airline and Airport Code Search". IATA. Retrieved 9 November 2015.
2. ↑  "WORLD AERO DATA - SARAKHS". Archived from the original on 4 March 2016. Retrieved 9 November 2015.